# Церква Святої Тройці (Двірці)
Церква Святої Тройці в Двірцях — парафія і храм Бережанського благочиння Тернопільської єпархії Православної церкви України в селі Двірці Тернопільського району Тернопільської области.

## Історія церкви
У понеділок 21 травня 2001 року, на Святу Трійцю, митрополит Тернопільський і Бучацький Василій разом із священниками заклав перший камінь під майбутню церкву. Будівельні роботи виконували жителі села.
У травні 2008 року збудували дзвіницю, кошти на яку пожертвували Михаїл та Галина Дмитріви.
16 червня 2008 року за підтримки багатьох жертводавців урочисто освятили новозбудований храм. На освяченні були присутні духовенство, єпископ Тернопільський і Бучацький Нестор, а також делегації з сусідніх сіл та представники влади. Настоятель храму о. Микола Андрушків пожертвував позолочене Євангеліє.

## Парохи
- о. Микола Андрушків.